# Ременезуб японський
Ременезуб японський (лат. Mesoplodon ginkgodens) — кит з роду Ременезуб, родини Дзьоборилові. Завдовжки близько 5 метрів і важить коло 1,5 тони. Вид описаний лише в 1958 році японськими зоологами на основі кита, викинутого на мілину острова Хонсю в затоці Саґамі біля містечка Оїсо. Контур сплощеного зуба нагадує форму листя древнього дерева гінкго.